# 브라이언 핸슨

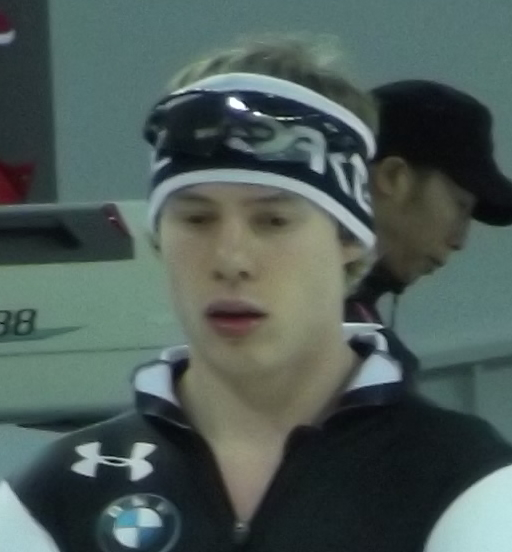

브라이언 핸슨(영어: Brian Hansen, 1990년 9월 3일~)은 미국의 스피드 스케이팅 선수이다.